# Augusta Tréheux
Pour les articles homonymes, voir Tréheux.
Augusta Tréheux, née Émilie Augusta Beauchot le 23 septembre 1923 à Paris et décédée le 10 novembre 2014 à Nancy, est une médecin radiologue française, professeure des Universités et radiologiste des hôpitaux.

## Biographie
Sa carrière s'est déroulée au Centre hospitalier régional et universitaire de Nancy, de 1963 à 1991. À partir de 1977, elle succède au professeur Jean Roussel à la tête du service central de radiologie du CHU de Brabois et devient la première femme à exercer cette fonction. Sous son mandat, le service s'est équipé du premier scanographe à corps entier (plus communément appelé scanner médical).
Elle crée en 1966 l'école de manipulateurs d'électro-radiologie du CHU de Nancy, afin d'anticiper les évolutions de l'imagerie et les besoins croissants en personnel paramédical qualifié. Elle assure également la direction de cette école jusqu'en 1982. 
Devenue maître de conférences agrégée en 1963, le docteur Tréheux publie notamment une étude sur la vésicule biliaire et une monographie sur la sialographie. 
En collaboration avec le service de chirurgie maxillo-faciale dirigé par le professeur Maurice Gosserez, elle met en place un protocole rigoureux des explorations radiologiques des pathologies fracturaires des os propres du nez, en mettant au point l'incidence Gosserez-Tréheux, qui permet un examen radiologique de la pyramide nasale après un traumatisme facial et/ou nasal. 
Le professeur Tréheux et ses collaborateurs ont également travaillé à l'amélioration de la qualité des images d'angiographies. Ces travaux se concentrent notamment sur le procédé de soustraction électronique en couleur d'Oosterkamp en angiographie abdominale, l'Intérêt de l'artériographie de la mésentérique supérieure dans le diagnostic des tumeurs développées dans l'espace rétropéritonéal, le rôle en pathologie vasculaire, digestive et rénale des anastomoses réno-cœliaques, et le diagnostic artériographique des adhérences intestinales.